# Histoire de Sparte
Sparte (en grec ancien Σπάρτη / Spártê, en dorien Σπάρτα / Spárta), ou Lacédémone (en grec Λακεδαίμων / Lakedaímôn) est, avec Athènes et Thèbes, l'une des plus puissantes cités-États de la Grèce antique. C'est aujourd'hui une petite ville de Laconie.

## Origines mythologiques

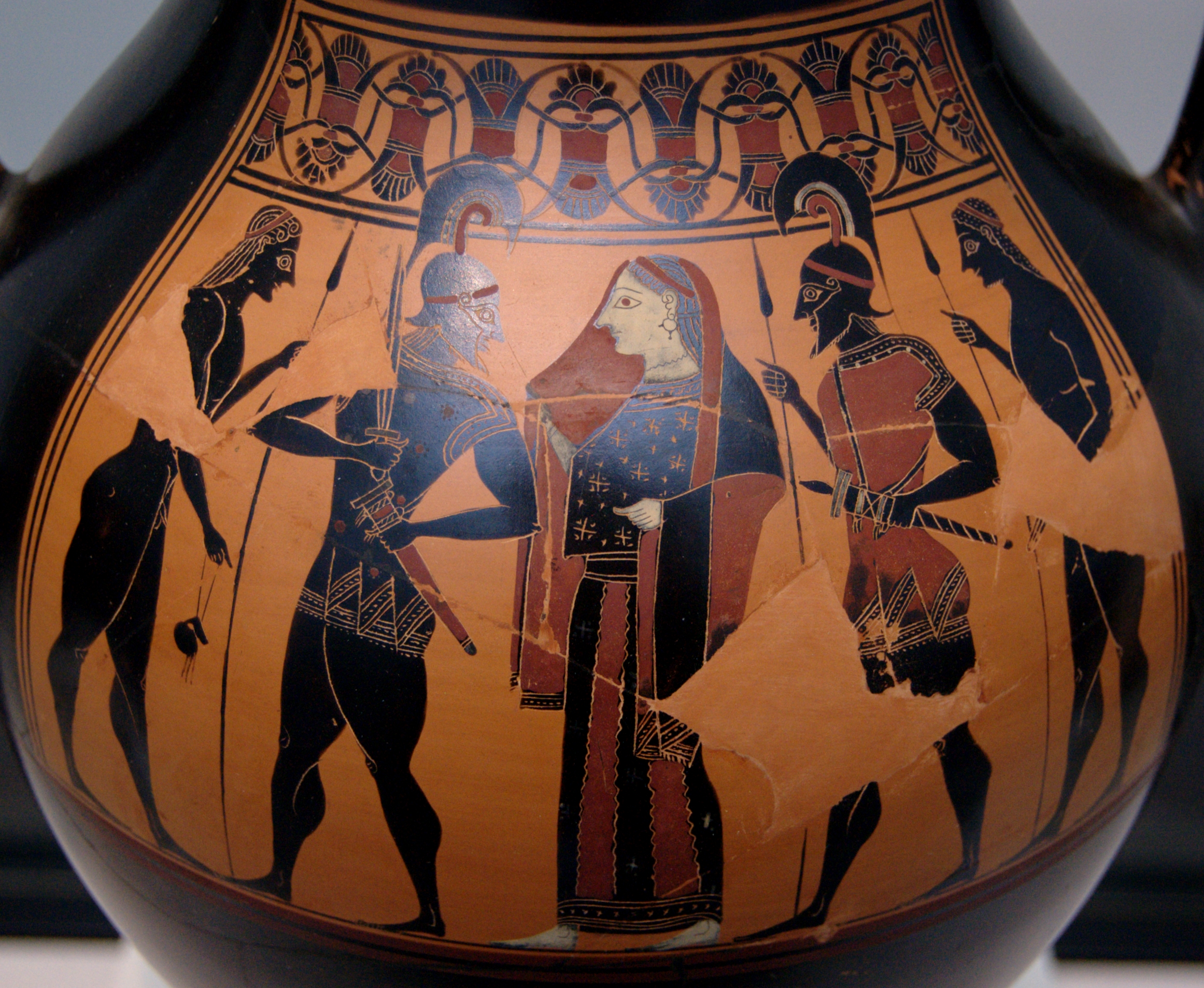
Retrouvailles de Ménélas et d'Hélène, amphore du Peintre d'Amasis, vers 550 av. J.-C., Staatliche Antikensammlungen de Munich

Selon Pausanias (dans le livre III de sa Description de la Grèce), la Laconie a pour premier roi un dénommé Lélex. Son fils (ou petit-fils selon les auteurs) Eurotas draine la plaine marécageuse et donne son nom à la rivière qui en découle. N'ayant pas d'héritier mâle, il laisse son royaume à Lacédémon, fils de Zeus et de Taygète (qui donne son nom à la montagne surplombant Sparte), époux de Sparta (fille d'Eurotas). En accédant au trône, Lacédémon donne son nom à la région qu'il gouverne, et celui de sa femme à la ville à proprement parler, d'où le nom de « Sparte ». Suivant son exemple, l'un de ses fils, Amyclas, fonde la ville d'Amyclées.
Un petit-fils d'Amyclas, Œbale, épouse Gorgophoné, fille de Persée. Son fils, Tyndare, voit son trône contesté. Obligé de fuir en Messénie, il est remis sur le trône par Héraclès. La royauté passe ensuite à ses fils, puis à Ménélas, son gendre. On rejoint ici L'Iliade, où Sparte joue un rôle important, puisque c'est Ménélas qui est le mari bafoué par Hélène, sa femme, et le prince troyen Pâris. Dans le Catalogue des vaisseaux figure « Lacédémone et ses profondes vallées ». De la région sont citées neuf bourgades : dans l'ordre, Pharis, Sparte à proprement parler, Brysées, Augées, Messé, Amyclées, Hélos, Laas et Œtyle. Ménélas apporte 60 nefs, nombre important mais moindre que les 100 d'Agamemnon, les 90 de Nestor et les 80 de Diomède. Au chant IV, Sparte est citée parmi les trois cités qui sont « chères entre toutes » à Héra, avec Argos et Mycènes.
À Ménélas succède Oreste, son gendre. C'est un descendant d'Oreste, Aristodème, qui a les deux jumeaux Eurysthénès et Proclès, à l'origine des familles royales de Sparte à la suite d'un oracle de la Pythie. Une autre tradition en fait des Héraclides. Aristodème meurt à Naupacte avant le retour des Doriens dans le Péloponnèse, identifié par les anciens comme le « retour des Héraclides ».

## Âge de la pierre et âge du bronze

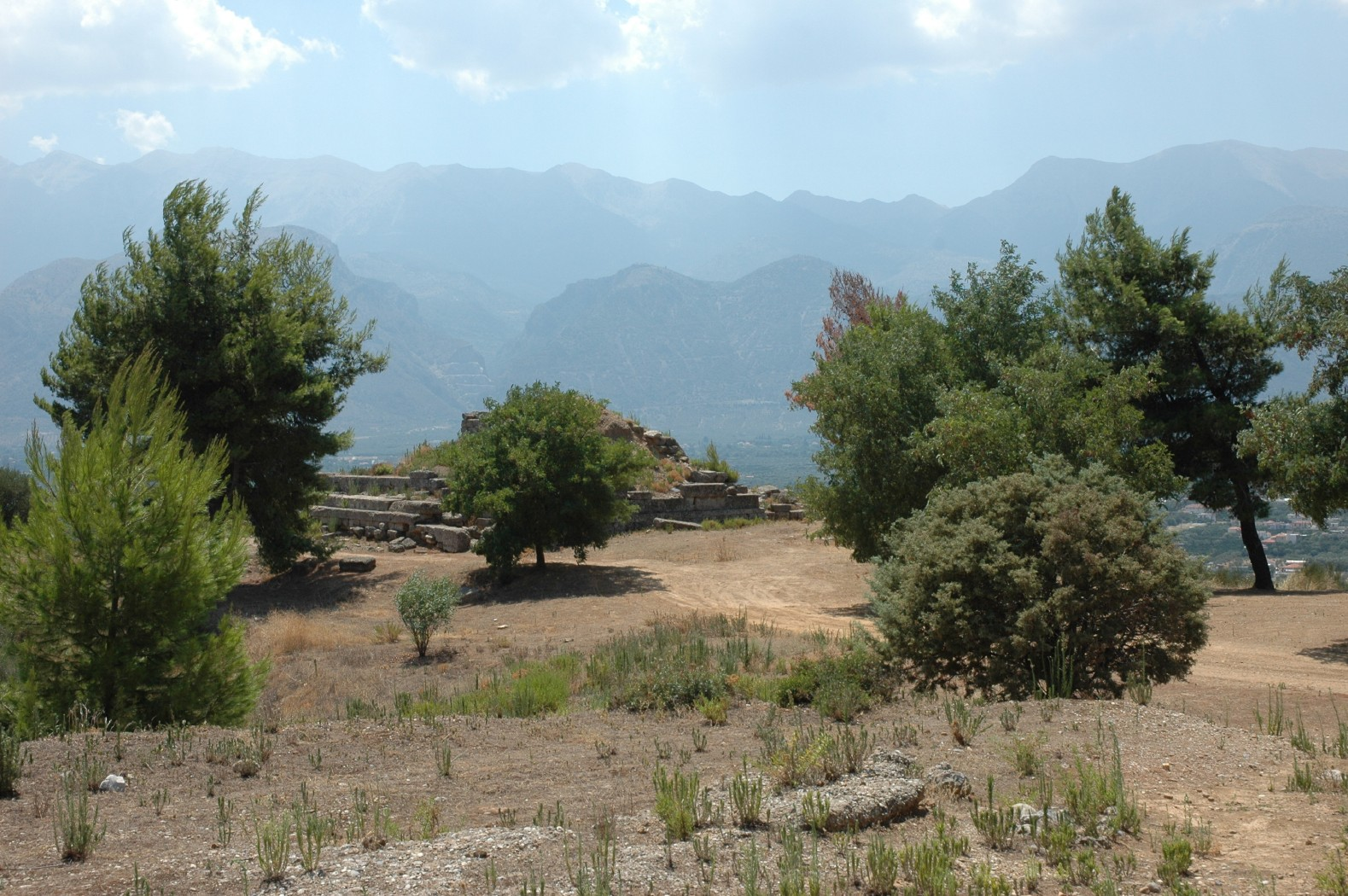
Les ruines du Ménélaion, près de Sparte

Les plus anciennes découvertes archéologiques datées de manière fiable remontent au milieu du VIe millénaire av. J.-C. Les premiers sites sont la butte de Koufóvouno, située à quelques kilomètres de Sparte, la grotte d'Alepotrypa, sur la côte orientale du golfe de Messénie, et un site des environs de la ville moderne d'Apidia, dans l'avant-pays du Parnon occidental. Ils continuent à être habités au Néolithique récent ; il faut peut-être y ajouter un quatrième site à Gerarki. Plusieurs nouvelles implantations apparaissent au Néolithique final ; outre la poterie, on trouve des bijoux en argent à Alepotrypa, ce qui atteste d'une certaine prospérité.
Dans l'ensemble, les éléments disponibles sur la Laconie préhistorique sont rares et disparates. La distribution géographique des premiers sites habités permet de penser que les premiers habitants de la région sont arrivés par la mer et sont demeurés à proximité des côtes, Koufóvouno représentant une exception. Les principales cultures sont probablement l'orge et l'amidonnier, un type de blé — des fours à pain en terre cuite ont été retrouvés à Alepotrypa, de même que des os d'ovins ou de caprins et des coquillages. D'autres témoignages permettent de conclure à l'existence, dès cette époque, d'échanges commerciaux et culturels : on a retrouvé dans tous les sites du Néolithique récent un type identique de poterie décorée, fabriquée à la main. Alepotrypa et Koufóvouno ont également livré des artefacts en obsidienne, une pierre volcanique provenant de l'île de Mélos.
Vers 2700 av. J.-C., des outils en cuivre apparaissent à Alepotrypa, marquant une transition assez rapide de l'âge de la pierre au Bronze ancien, période qu'on appelle traditionnellement Helladique ancien pour la Grèce continentale. Trente à quarante sites sont identifiés pour cette période, principalement dans la fertile vallée de l'Eurotas, comme Amyclées, mais aussi dans les environs de la baie de Valika, sur la péninsule de Malée. Parmi celles-ci se trouve Amyclées. L'abondance de la poterie suggère que la période est prospère. Des bijoux en or à décor de filigrane censés provenir de Thyréatide laissent également penser à des échanges avec la Troade. Là encore, le matériel archéologique est trop maigre pour décrire la période avec précision. En particulier, aucune trace certaine des trois principales évolutions de l'Helladique Ancien n'a été retrouvée en Laconie — une différenciation sociale poussée, l'émergence de la « triade méditerranéenne » (blé, vin, huile d'olive) et des destructions anciennement attribuées à l'« invasion » des Indo-Européens.
Le nombre d'implantations décroît légèrement à l'Helladique Moyen, mais elles sont plus dispersées sur le territoire. Certaines peuvent être décrites comme de véritables villages ; une partie d'entre elles sont situées sur une acropole. L'une d'entre elles, Haghios Stephanos, a livré des vases peints qui trahissent une forte influence minoenne. Au XVe siècle av. J.-C. apparaissent en Laconie des tombes à tholos, d'imposants monuments funéraires qui témoignent d'une différenciation sociale poussée et d'une certaine prospérité ; celle de Vapheio contient un matériel funéraire très riche et varié, importé de Crète pour la plus grande part.
Pour la période mycénienne, les fouilles dans la région de Sparte n'ont pas permis de mettre au jour des vestiges aussi imposants que ceux de Mycènes, Tirynthe ou Pylos. Les archéologues ont néanmoins identifié 21 sites mycéniens habités en Laconie, dont Amyclées et le Ménélaion, qui ont pu être pris à l'époque classique comme des restes de la Sparte homérique. L'emplacement de ces sites traduit une certaine densité de population, principalement dans la vallée de l'Eurotas, fertile et bien arrosée. Au XIIe siècle av. J.-C., le nombre de sites décroît brutalement et au siècle suivant, la Laconie est pour ainsi dire inhabitée ; aucune explication totalement satisfaisante n'a été avancée.

## Âges obscurs
Vers 1200 av. J.-C., la Laconie reçoit un flux de nouveaux arrivants, les Doriens, qui seraient entrés en Grèce par l'Illyrie et l'Épire. Une partie d'entre eux passent en Étolie, traversent le golfe de Corinthe, posent pied dans le Péloponnèse puis atteignent la vallée de l'Eurotas, où ils fondent Sparte. L'emplacement, occupé depuis la période mycénienne, présente l'avantage d'être bien approvisionné en eau et entouré de terres arables et pâturables ; il possède également de bonnes communications avec le nord et le sud. Le légendaire « retour des Héraclides » a été interprété comme la version mythique de cette supposée « invasion des Doriens ». Il semble en réalité qu'il ne se soit pas agi d'un déferlement guerrier, mais d'une longue assimilation des nouveaux arrivants. Dicéarque parle d'une loi à Sparte qui prescrit la lecture publique et annuelle dans le palais des éphores pour l'instruction de la jeunesse.

## Époque archaïque

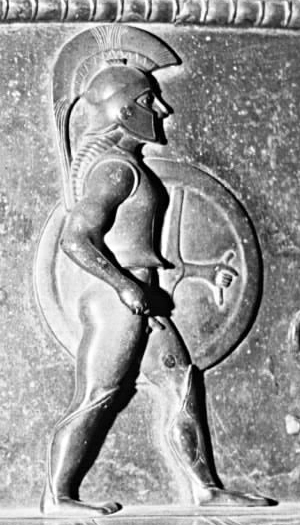
Hoplite, détail du cratère de Vix d'inspiration laconienne, vers 510 av. J.-C.

La Sparte dorienne ne devient pas tout de suite la grande cité que l'on connaît. Elle connaît des dissensions internes.
Au cours du VIIIe siècle av. J.-C., Sparte, en quête de nouvelles terres cultivables, mène une politique expansionniste. Elle soumet l'ensemble de la Laconie : elle commence par réduire toute la plaine de l'Eurotas. Ensuite, elle repousse les Argiens et s'assure de toute la région. La seconde étape consiste en l'annexion de la Messénie. À ce moment, Sparte est la plus puissante cité de la région, seule l'Arcadie et Argos peuvent lui tenir tête. Dès le milieu du VIe siècle, Sparte soumet les cités arcadiennes, puis Argos. Des alliances (inégales) se concluent avec les cités voisines. Les réformes de Lycurgue au milieu du VIIe siècle av. J.-C. sont un véritable tournant pour la cité : désormais, tout est fait pour renforcer la puissance militaire de la cité, et Sparte devient la cité hoplitique par excellence.
En 506, Cléomène Ier utilise ces alliances pour monter une expédition qui réunit, selon Hérodote (V, 74), « tout le Péloponnèse ». À cette occasion a lieu la première crise : Cléomène a réuni l'armée sans indiquer son but, ni géographique ni politique. Cela n'a rien d'exceptionnel, mais quand, à Éleusis, les Corinthiens s'aperçoivent qu'il s'agit de marcher sur Athènes et de renverser les Pisistratides, ils font demi-tour, suivis par l'autre roi, Démarate. C'est le fameux « divorce d'Éleusis » (voir ci-dessous). Pour éviter de renouveler une telle déconfiture, Sparte réunit alors un congrès des alliés, probablement en 505, pour discuter d'une nouvelle intervention à Athènes, cette fois pour rétablir Hippias. Devant l'opposition des alliés, Sparte renonce. On peut dater de ce congrès la naissance formelle de la ligue du Péloponnèse.
Forte de sa ligue et de sa puissante armée, Sparte se retrouve sans rival dans le Péloponnèse au début du Ve siècle.

## Époque classique

### Guerres médiques

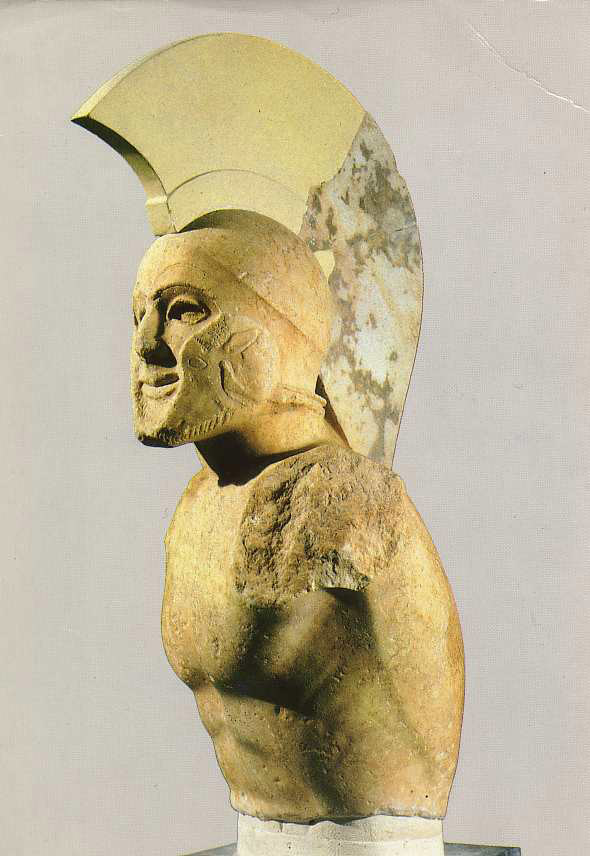
Hoplite casqué dit « Léonidas »,, Musée archéologique de Sparte

Dès le VIe siècle, Sparte s'est intéressée à l'Asie Mineure, par exemple concluant une alliance avec Crésus. Au début du règne de Cléomène Ier, cependant, elle se montre plus isolationniste, refusant ainsi en 499 d'appuyer la révolte des cités d'Ionie contre les Perses, pour consolider son empire péloponnésien. En 491, quand Cléomène parvient à se débarrasser de Démarate, les choses changent. Les Spartiates jettent dans un puits les envoyés de Darius Ier venus demander la terre et l'eau, acte symbolique d'acceptation de l'hégémonie universelle des Achéménides, et dépêchent des renforts aux Athéniens — renforts qui, du fait de la fête des Karneia, arrivent trop tard pour Marathon.
En 481, quand Xerxès réclame de nouveau la terre et l'eau à toutes les cités grecques, Athènes et Sparte exceptées, c'est à Sparte qu'est naturellement confiée la tête de la ligue panhellénique, y compris pour la flotte, et ce malgré l'hégémonie maritime d'Athènes. Après avoir renoncé à défendre la Thessalie, les Spartiates menés par Léonidas défendent courageusement le défilé des Thermopyles, retardant considérablement l'avancée des Perses et permettant à la flotte de se replier à Salamine. En revanche, la victoire de Salamine est due aux Athéniens, qui doivent presque recourir au chantage pour convaincre de se battre dans le détroit, alors que le navarque Eurybiade, chef de la flotte, souhaite se replier sur l'isthme de Corinthe.
En 479, les victoires de Platées et de Mycale sont sous commandement spartiate. Le roi Léotychidas II est envoyé détruire le pont de bateaux établi par les Perses sur le Bosphore, pour empêcher un retour perse, mais une tempête accomplit cette tâche pour lui. Avec le retour de la paix, Sparte propose d'abandonner les cités ioniennes, trop lointaines, mais se heurte à l'opposition d'Athènes, de même que pour leur suggestion de chasser de l'Amphictyonie de Delphes les cités coupables de médisme, d'alliance avec les Perses — nommément, la Thessalie.

### Guerre du Péloponnèse
Sitôt les guerres médiques terminées, Sparte s'inquiète de la puissance croissante d'Athènes, auréolée de ses victoires contre les Perses. Poussée par Égine et Corinthe, elle interdit à la cité de rebâtir ses murailles, détruites par les Perses. Cela n'empêche pas Athènes de quitter la ligue panhellénique pour aller fonder la ligue de Délos. Sparte est à deux doigts de commencer une guerre, mais renonce finalement. Quelques tensions ont lieu, mais les relations entre les deux cités restent bonnes jusqu'en 462, quand Sparte renvoie un contingent athénien dirigé par Cimon et venu l'assister en pleine révolte des Hilotes. C'est alors la rupture, scellée par l'ostracisme du laconophile Cimon.
Les hostilités à proprement parler commencent en 457, à l'appel de Corinthe. S'ensuivent une série de victoires et de défaites pour les deux cités, qui aboutit en 451 à une paix de 5 ans, mais les relations restent tendues. En 446, la révolte de Mégare et de l'Eubée relance le conflit : Sparte, à la tête de cités coalisées, ravage l'Attique. Le roi Pleistoanax est même accusé de corruption, n'ayant pas poursuivi son offensive, et on l'oblige à s'exiler. En 433, enfin, l'affaire de Corcyre amorce la guerre du Péloponnèse.
Malgré la crainte de voir Athènes sortir de son statut de brillante second de Sparte, tous les Spartiates ne sont pas enthousiastes à l'idée d'une guerre qui s'annonce longue, même si personne à l'époque n'imaginait qu'elle durerait 27 ans. L'éphore Sthénélaïdas est partisan de la guerre immédiate, mais le roi Archidamos s'oppose à lui. Le vote de l'Assemblée est incertain : on doit recourir à la procédure exceptionnelle du vote par déplacement (voir ci-dessous). Il est certain qu'il aurait mieux valu, pour Sparte, faire la guerre en 440, avant la défection de Samos, qui la prive d'une puissante marine. Les dernières négociations entre les deux cités auraient probablement pu sauver la paix, malgré ce qu'en dit Thucydide.
De fait, la guerre est longue, Périclès ayant eu l'idée d'abandonner l'Attique aux pillages réguliers de Sparte, pour accueillir sa population dans Athènes même, protégée par les Longs Murs. En 425, c'est même la défaite humiliante de Sphactérie : 120 Pairs, appartenant pour la plupart aux grandes familles spartiates, sont faits prisonniers sur un îlot. Sparte doit rendre sa flotte pour récupérer ses hoplites. C'est un grand traumatisme : pour la première fois, on voit des Égaux se rendre, sans se battre jusqu'au bout. En 421, la paix de Nicias est la bienvenue.
Malgré tout, les tensions restent présentes. Sparte et Athènes s'affrontent même, en 418, à Mantinée, en dehors du territoire des deux cités. Athènes en conclut que Sparte a rompu les traités, et la guerre reprend dès 415. Athènes lance l'expédition de Sicile, qui se solde par un désastre. La révolte des cités ioniennes de la ligue de Délos permettent à Sparte de s'imposer : en 404, Athènes assiégée capitule.
Sparte la contraint à raser les Longs Murs, sur dix stades de chaque côté et à entrer dans la ligue du Péloponnèse. Les Spartiates hésitent pourtant quant à la forme de gouvernement à lui donner. Tout le monde s'accorde sur la nécessité de mettre fin à la démocratie, mais faut-il une oligarchie radicale sous tutelle spartiate, ou une oligarchie plus modérée, sans garnison spartiate ? Le navarque Lysandre, grand artisan de la victoire sur Athènes, impose la tyrannie des Trente, mais le roi, Pausanias Ier, laisse ensuite les Trente tomber et fuir avec leurs partisans, pour soutenir les oligarques modérés restés à Athènes. Pourtant, à son retour à Sparte, il est soumis à jugement, et huit ans après son acquittement, est condamné quand Athènes reprend les armes contre Sparte.

### L’impérialisme spartiate duIVesiècle
Sparte s'est lancée dans la guerre du Péloponnèse sous la bannière de la liberté et de l'autonomie des cités, menacées par l'impérialisme athénien. Mais, après avoir vaincu celle-ci, elle fait de même : elle impose un tribut, des gouvernements sous sa tutelle, voire des garnisons. Dès 413, Thucydide la décrit comme la puissance qui « exerce seule désormais son hégémonie sur toute la Grèce » (VIII, 2, 4).
Sparte change en conséquence de politique vis-à-vis de la Perse, se faisant le chantre du panhellénisme. Il y a d'abord l'expédition des Dix Mille, contée par Xénophon dans l’Anabase, qui échoue en 401. En 396, le roi Agésilas II est envoyé avec quelques Spartiates, des Néodamodes et plusieurs milliers d'alliés pour chasser Tissapherne, le satrape de Carie, et protéger les cités grecques. Les rêves d'empire d'Agésilas se terminent rapidement, car il est rappelé dès 394, à cause des événements en Grèce : Athènes, Thèbes, Argos et d'autres cités se soulèvent contre Sparte — c'est le début de la guerre de Corinthe. La coalition est vaincue en 394 à Coronée et Némée, mais Sparte a perdu son hégémonie maritime. Pendant ce temps, les Perses se lancent dans une contre-offensive et Athènes rebâtit ses Longs Murs. Menacée, Sparte conclut en 386 la paix d'Antalcidas avec tous les Grecs et les Perses.
Cette paix, protégée par le Grand Roi, leur permet en fait de continuer leur politique impérialiste, sous couvert de la protection de l'autonomie des plus petites cités : Sparte oblige Argos à donner à Corinthe son indépendance, ou encore Olynthe à respecter l'autonomie des cités de Chalcidique.
En 378, néanmoins, le conflit reprend à la suite d'un raid spartiate sur le Pirée. Il aboutit en fait à une paix entre Athènes et Sparte en 371, inquiètes toutes deux des progrès de Thèbes. Sparte lance aussitôt une attaque contre la cité béotienne, qui aboutit au désastre de Leuctres : Épaminondas détruit l'armée spartiate menée par Cléombrote, et mène une puissante offensive contre Sparte elle-même, qui doit enrôler de nombreux Hilotes pour repousser le danger de ses murs. C'est la fin de l'hégémonie spartiate : non seulement Sparte perd son hégémonie, mais aussi la plus grande partie de la Messénie, tandis que la ligue du Péloponnèse est dissoute.
L'irruption de la Macédoine dans le jeu politique grec sous le règne de Philippe II n'arrange guère la situation pour Sparte. En 331, Agis III passe à l'offensive contre Antipater, régent de Macédoine en l'absence d'Alexandre le Grand. Il prend la tête d'une coalition péloponnésienne, mais est vaincu et tué à la bataille de Mégalopolis.

## Époque hellénistique
Après sa défaite à la bataille de Mégalopolis, Sparte est trop affaiblie pour participer à la guerre lamiaque qui oppose de 323 à 322 les cités grecques à la Macédoine après la mort d'Alexandre le Grand.
Un sursaut a lieu en 281 sous l'impulsion du roi Areus Ier ; la cité repousse Pyrrhus en 272 avec l'aide de la Macédoine. Sparte participe ensuite à la guerre chrémonidéenne en s'alliant avec Athènes contre la Macédoine, mais Areus est tué en tentant de prendre l'Acrocorinthe en 265.
La faiblesse de Sparte permet à la ligue achéenne de prendre son essor, pendant qu'une crise des institutions lacédémoniennes bouleverse la cité. C'est d'abord la révolution d'Agis IV, puis celle de Cléomène III. Ce dernier tente d'endiguer l'avancée des Achéens, au début avec une certaine réussite, puisque la ligue lui propose en 226 de prendre sa tête. Mais une maladie l'empêche de profiter de cet avantage. La guerre reprend en 225. De nouveau, Cléomène obtient d'importants succès, mais Aratos de Sicyone, devenu stratège de la ligue, fait échouer les plans de conciliation du Spartiate et fait appel aux Macédoniens, qui traversent l'isthme de Corinthe en 224. Plus faible financièrement et militairement, Cléomène est écrasé à Sellasia par Antigone III Doson, roi de Macédoine. Sparte est prise et Cléomène doit s'enfuir en Égypte.
D'importants troubles politiques s'ensuivent à Sparte. En 207, Nabis, accède au trône — ou du moins, devient tyran de Sparte. Sous son règne, la guerre reprend contre la ligue achéenne. En 205, Sparte devient l'alliée de Rome, fait qui modifie les rapports de force dans la région : Sparte est opposée aux Achéens, qui deviennent eux aussi les alliés de Rome, qui est opposée à la Macédoine. Tout ceci aboutit à ce que Philippe V de Macédoine prenne Argos pour la donner à Sparte. Nabis s'y rend populaire en abolissant les dettes et persécutant les riches.
Rome préfère laisser passer, mais dès 197, elle s'allie avec les cités grecques contre Sparte. Dominée de tous les points de vue, la cité est obligée d'accepter la paix en 195. Elle y perd une partie importante de son territoire, le droit de recruter dans la Périégèse, son port et la plus grande partie de sa flotte.
En 192, Nabis est assassiné. Philopoemen, stratège de la ligue achéenne, oblige Sparte à y adhérer. Il devient le véritable maître de Sparte. Il contraint les Spartiates à abattre leurs murs, libère les Hilotes qu'il renvoie sous peine de les asservir comme esclaves-marchandises — ce qui arrive, de fait, à 3 000 d'entre eux. Les réformes de Nabis sont abrogées, l'agôgè supprimée. Une grande confusion s'ensuit à Sparte, entre les partisans des anciens tyrans, les anciens exilés par Nabis, les exilés modérés, etc. Les légats romains, eux, n'ont guère d'influence sur les Achéens. La situation n'est réglée qu'en 180 : tous les exilés sont rappelés, Sparte peut rebâtir ses murs et réinstaurer l'agôgè.
Mais les dissensions avec la ligue ne s'arrêtent pas là. En 148, les Achéens attaquent Sparte, qui est vaincue. Rome doit intervenir, exigeant que Sparte et Corinthe soient séparés de l'Achaïe. Furieux, les Achéens reprennent les armes, mais ils sont écrasés par Rome en 146. Sparte fait théoriquement partie du camp des vainqueurs, mais cela ne lui permet pas de retrouver sa puissance régionale. En effet, ses anciennes cités périèques forment de leur côté le koinon (confédération) des Lacédémoniens libres. Sparte n'est plus désormais qu'une cité de second rang, autonome mais isolée, bien loin de sa splendeur d'antan.

## Époque romaine

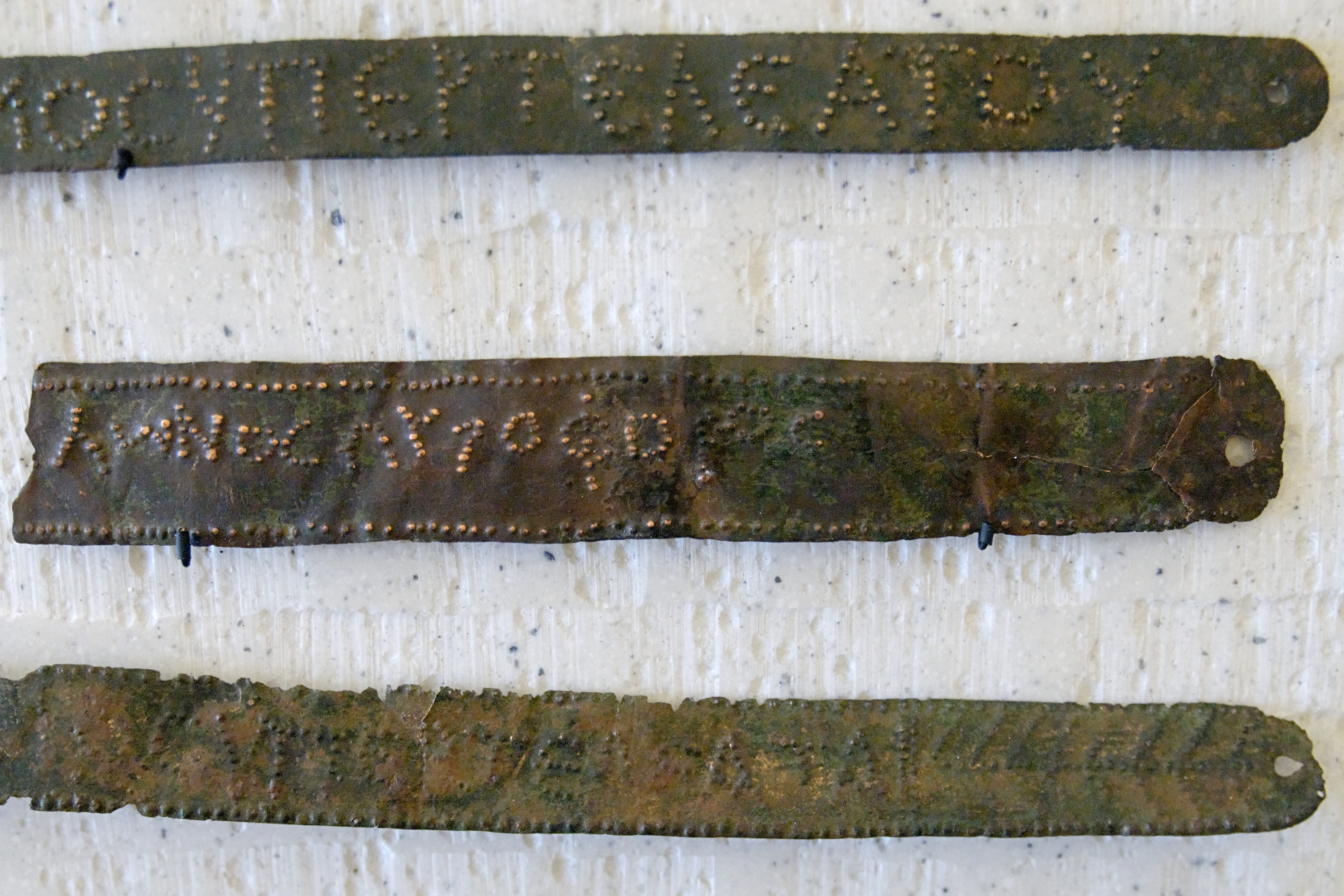
Bandelettes votives en bronze provenant du sanctuaire d'Apollon Hypertéléatas à Phoiniki, époque romaine, musée du Louvre

À la Bataille de Philippes, le contingent de Laconie se fait anéantir quand Brutus prend le camp d'Octave. Eurycles se distingue durant la Bataille d'Actium aux côtés d'Octave. Auguste le nommera hégémon des Lacédémoniens mais il sera banni après avoir causé des troubles dans le Péloponnese. Durant cette période, un des plus grands théâtres de Grèce est construit sur l'acropole, ainsi que des temples de César et d'Auguste.
Sans ambition militaire ni politique, Sparte se concentre alors sur ce qui faisait sa particularité, l'éducation spartiate. Celle-ci se fait plus dure, attirant les « touristes », avides de rituels violents et étranges. Ainsi, des combats rituels initiatiques se disputaient traditionnellement au sanctuaire d'Artémis Orthia, opposant par exemple des éphèbes devant voler le plus de fromages possible sur l'autel d'Artemis pendant que d'autre les flagellent. Sous la domination romaine, ces combats deviennent la « diamastigôsis » (en grec : διαμαστίγωσις, « flagellation sévère ») : dans le cadre d'un festival religieux annuel, les adolescents doivent se soumettre avec sérénité à endurer la flagellation dans le cadre d'un concours où se disputent les plus nobles et plus beaux éphèbes pour susciter l'admiration des familles mais aussi des curieux : ainsi que Cicéron le rapporte dans les Tusculanes, la foule qui accourt au spectacle est si nombreuse qu'un amphithéâtre doit être bâti devant le temple pour l'accueillir. Cette cérémonie attire les touristes jusqu'au IVe siècle de l'ère chrétienne, comme en témoigne Libanios.

## Époque médiévale
La ville est pillée par les Hérules lors d'une incursion en 267 ap. J.-C.. La ville sera endommagée par un tremblement de terre en 375. Puis en 395, Alaric Ier, roi des Wisigoths, prend ce qu'il en reste. Le site antique est alors déserté. Jean d'Éphèse relate qu'à partir du VIIIe siècle, la Laconie est occupée pour un temps par des duchés slaves, progressivement absorbés par les autochtones grecs. Entre 1209 et 1223, la région est conquise par la principauté d'Achaïe ; la ville est alors connue sous le nom de « La Crémonie ». En 1249, les Francs édifient la forteresse de Mistra à quelques kilomètres, sur un éperon du Taygète. En 1262, Mistra est rendue aux Byzantins. Le site de Lacédémone reste aux Francs, mais ses habitants le désertent et reconstruisent sous les murailles de Mistra après la bataille de Makryplági (1263-1264).

### Évêque de Sparte
Bien que la population ne dépassait pas quelques milliers d'individus, Sparte devient un évêché au VIIe siècle, ont ne connait qu'une poignées d'évêque, l'évêché disparait au XIe siècle.
- Théodosios, en 681;
- Théôdoros, vers 800/1000;
- Iohannes, vers 800/820;
- Pythanos, vers 820/850;
- Eirenaios, vers 850/860;
- Basileos, (...867...);
- Théoklètos, (...869...);
- Basiléios II;
- Antonios, (879/880);
- Eustachios;
- Léontios;
- Iohannes;
- Théopemptos, XIe siècle[23].

## Époque moderne et contemporaine
Une ville est refondée sur le site en 1834, après l'indépendance de la Grèce : c'est la Sparte actuelle, construite selon les plans du baron bavarois Jochmus. Elle devint le chef-lieu de la préfecture de Laconie, tandis que Mistra décline progressivement avant d'être abandonnée.